# 아시안 하이웨이 76호선
아시안 하이웨이 76호선(AH76)은 아프가니스탄의 풀리쿰리에서 헤라트까지 이어주는 총 연장 986 km의 거리를 가진 국제 간선 도로망이다. 그러나 이 도로는 아시안 하이웨이 1호선, 아시안 하이웨이 7호선, 아시안 하이웨이 62호선, 아시안 하이웨이 77호선과도 모두 접촉하고 있는 것으로 보인다. 그 외에도 고속도로 제1호선과 M41 하이웨이와도 접촉 가능하며, 또한 아무다리야강도 중간에 관통되어 있다.

## 주요 경유지
주요 경유지는 전선 아프가니스탄을 관통한다.

### 아프가니스탄
- 풀리쿰리 - 마자르이샤리프 - 헤라트